# Bad Gottleuba-Berggießhübel
Bad Gottleuba-Berggießhübel è una città di 5 541 abitanti della Sassonia, in Germania.
Appartiene al circondario della Svizzera Sassone-Monti Metalliferi Orientali ed è parte della comunità amministrativa di Bad Gottleuba-Berggießhübel.

## Storia
La città di Bad Gottleuba-Berggießhübel venne creata il 1º gennaio 1999 dalla fusione delle città di Bad Gottleuba e di Berggießhübel con i comuni di Bahratal e di Langenhennersdorf.